# Neoclanis
Neoclanis is een geslacht van vlinders uit de onderfamilie Smerinthinae van de familie pijlstaarten (Sphingidae).

## Soorten
- Neoclanis basalis (Walker, 1866)